# Hans Weichbrodt
Hans Weichbrodt, född 4 september 1968 i Schenectady, New York, USA, är präst i Svenska kyrkan och verksam som inspiratör inom Oasrörelsen. Han har skrivit flera böcker, och valdes in för Frimodig kyrka i kyrkomötesvalen 2009, 2013 och 2017.
1994 avtjänade Weichbrodt ett 3 månader långt fängelsestraff för värnpliktsvägran. Han uppmärksammades 2005 då han med uppslutning av ett fyrtiotal bedjare strödde salt i Mölndalsån som motbön mot en av Dalai lama välsignad sandmandala.
Weichbrodt är en representant för karismatisk kristendom inom Svenska kyrkan. Han predikar ofta om de bibliska profetiorna om Jesu återkomst och Israel, och är återkommande reseledare för pilgrimsresor till Israel.
Sommaren 2007 predikade Weichbrodt på pingströrelsens årliga samling, Nyhemsveckan, tillsammans med Jack-Tommy Ardenfors och Ulf Ekman om ämnet "PINGST – i en helad pingst-karismatisk kristenhet - för Sveriges skull”. Denna trilogpredikan på Nyhem var en manifestation för kristen enhet där Hans Weichbrodt representerade Oasrörelsen och den karismatiska förnyelsen inom Svenska kyrkan, Jack-Tommy Ardenfors representerade pingströrelsen och Ulf Ekman representerade trosrörelsen.
I september 2021 medverkade Weichbrodt i en serie med fyra TV-sända gudstjänster med Oasrörelsen.